# Egmating
Egmating település Németországban, azon belül Bajorországban. Lakosainak száma 2391 fő (2023. december 31.). Egmating Oberpframmern, Höhenkirchen-Siegertsbrunn, Aying és Glonn községekkel határos.

## Népesség
A település népessége az elmúlt években az alábbi módon változott:
| Lakosok száma | 524  | 1109 | 1287 | 1388 | 2236 | 2283 | 2271 | 2287 | 2351 | 2391 |
|               | 1875 | 1950 | 1975 | 1987 | 2012 | 2014 | 2016 | 2017 | 2021 | 2023 |